# Folkia inermis
Folkia inermis är en spindelart som först beskrevs av Karel Absolon och Josef Kratochvíl 1933.  Folkia inermis ingår i släktet Folkia och familjen ringögonspindlar.
Artens utbredningsområde är Kroatien. Inga underarter finns listade i Catalogue of Life.